# Agrotis fausta
Agrotis fausta är en fjärilsart som beskrevs av Köhler 1958. Agrotis fausta ingår i släktet Agrotis och familjen nattflyn. Inga underarter finns listade i Catalogue of Life.